# Vallepietra
Vallepietra és un comune (municipi) de la ciutat metropolitana de Roma, a la regió italiana del Laci, situat uns 60 km a l'est de Roma, a la zona dels Monts Simbruini. L'1 de gener de 2018 tenia 268 habitants.
Valleprieta limita amb els municipis de Camerata Nuova, Cappadocia, Filettino, Jenne, Subiaco i Trevi nel Lazio.

## Llocs d'interès
Santuari de la Santissima Trinità, probablement un assentament rocós de l'època neolítica, i més tard un lloc d'adoració popular relacionat amb les abadies benedictines a Subiaco. Encara és avui objecte de peregrinacions. L'objectiu de l'adoració popular és un fresc representant la «Trinitat», que data probablement del segle xii i que té fortes influències romanes d'Orient.